# フィニッシュ・スピッツ
フィニッシュ・スピッツ（英：Finnish Spitz）とは、フィンランド原産のスピッツ犬種である。別名はスウォメンピュスティコルヴァ（芬：Suomenpystykorva）、愛称はフィンスキー（英：Finsky）。

## 歴史
フィンランドに古くから存在していた古代犬種である。生い立ちについてははっきりしないが、北欧の猟犬とキツネの間に生まれた犬の子孫であるという言い伝えが残されている。さまざまな狩猟に使われた犬で、日本犬のようにパックでクマを狩るだけでなく、リスや鳥の猟の手伝いも行った。その方法は少し変わっていて、アメリカ合衆国で広く行われているツリーイング猟（揚げ木猟）とも異なる（揚げ木猟の参照：ツリーイング・ドッグ）。木の上にリスや鳥がいるのを見つけると、ペースの速い吠え声（1分間に160回以上吠える）を出し、それに加えて尾を前後にゆっくりと揺らして獲物の気を引く。それによって身動きが取れなくなった獲物を主人が撃ち落とし、それをフィニッシュ・スピッツが回収して狩猟は完了する。猟犬としてだけでなく番犬やペットとしても人気が高く、広い地域で飼育が行われていた。
しかし、逆に広い地域で飼育されていたことが災いし、フィニッシュ・スピッツは絶滅の危機に追いやられた。ロシアとの国境地帯（カレリア地方）でも飼育されていたため、ロシア側にいたものはカレロ＝フィニッシュ・ライカとラッソ＝フィニッシュ・ライカとして独立し、別の犬種に発展していった。これにより原産地フィンランドのフィニッシュ・スピッツのブリーディング・ストック（繁殖用の犬）の数は激減した。更に他犬種との雑種化が進み、一時は絶滅してしまったのではないかとさえも言われていた。だが、種の生存を信じて絶滅を防ぐために2人の愛好家がフィンランド中を探し回り、辺地もくまなく捜索することにより、多数の純血のフィニッシュ・スピッツを発見することが出来た。この犬たちをもとにブリーディングを行って頭数を回復し、無事に復活することに成功した。1920年代にはフィンランドのケネルクラブに公認され、後にFCIにも公認犬種として登録された。又、フィンランドの国犬としても指定されている。
現在でもフィニッシュ・スピッツの人気は衰えず、世界的な人気を誇っている。ペットやショードッグとしても大人気の犬種で、一部は今でも現役の猟犬として使われている。しかしながら、日本ではまだ国内登録が行われていない（少なくとも2004～2009年度は登録が無い）。ただし、飼育のしやすい犬種であるため、今後日本で国内登録が行われる可能性は高い。

## 特徴
その名の通り容姿はスピッツタイプの犬種で、立ち耳とふさふさの巻き尾を持つ。コートは厚く二重構造をしていて、防寒性が高い。夏は日本犬のようなショートコート、冬は日本スピッツのようなロングコートに換毛する。毛色は赤みがかったゴールド。足腰はしっかりしていて、雪の積もった野山を駆け回ることが大好きである。体高38～50cm、体重14～16kgの中型犬で、性格は人懐こくて寂しがりである。運動量も普通で罹りやすい遺伝的疾患も無いのだが、唯一の欠点は吠え声がよく通ることである。これは先述の通り猟犬として使われていたためであるが、しつけによってカバーすることが可能である。また、耐寒性はとても高いが暑さには弱いので、夏季の健康管理に留意することが大切である。

## 参考
- 『犬のカタログ2004』（学研）中島眞理 監督･写真
- 『日本と世界の愛犬図鑑2007』（辰巳出版）佐草一優監修
- 『デズモンド・モリスの犬種事典』デズモンド・モリス著書、福山英也、大木卓訳 誠文堂新光社、2007年
- 『日本と世界の愛犬図鑑2009』（辰巳出版）藤原尚太郎編･著